# Xavier Löwenthal
Pour les articles homonymes, voir Löwenthal.
Xavier Löwenthal, né le 18 octobre 1970 à Schaerbeek (Bruxelles), est un auteur, dessinateur, théoricien de la bande dessinée, producteur, performeur et éditeur belge, fondateur du groupe et de la maison d'édition La Cinquième Couche.

## Biographie
Xavier Löwenthal naît le 18 octobre 1970 à Schaerbeek,, une commune bruxelloise. Après son diplôme à l'Institut Saint-Luc de Bruxelles, il fonde les éditions La Cinquième Couche,.
Depuis 1994, il évolue au sein de la structure d’édition La Cinquième Couche. En tant qu’auteur, on lui doit Cotton Schwob, une satire sociale (1995); Iphigénie, autour de l'indétermination dans les modèles newtoniens (2000), Lettres à Pauline (2003), Récit d'un voyageur au pays des indiens Tawakhas, Le Coup de grâce, Les Aventures de Wim Delvoye (avec François Olislaeger et Wim Delvoye),  Le Manifeste du dégagisme, Le Dégagisme du manifeste (avec le Collectif Manifestement). Il a aussi réalisé des bandes dessinées oubapiennes, notamment dans Comix 2000 et la revue La 5e Couche. 
En 1999, il participe aux côtés de Christophe Poot au projet Terre-Neuve de l’association Recyclart dont le but premier est de transformer la rupture urbaine provoquée par la jonction Nord-Midi avec les cinquième, septième, huitième, dixième et dix-septième panneaux d'une superficie d'environ 16 m2.
Il a collaboré à la revue Écritures. Il est aussi l'auteur de pamphlets, notamment Pour un art après l'art après Auschwitz,, pour en finir avec le déni et la haine de la mort, aux éditions Maelström en 2009.
Il a été le porte-parole de l'auteur anonyme de la bande dessinée Katz (Ilan Manouach), détournement controversé de Maus, de Art Spiegelman,,,,. Avec Ilan Manouach, il a fondé Essaim, concept de détournement et de création "en essaim" (Noirs, détournement de l'album Les Schtroumpfs Noirs de Peyo, intégralement imprimé en cyan en 2014, Un Monde un peu meilleur de Lewis Trondheim en 2019 et même Tintei akei Kongo, version lingalaise du célèbre album de Tintin d'Hergé).
En 2019, il écrit son premier roman : Nathan pour lequel l'émission Sous Couverture de la RTBF écrit : « Nathan, c’est un roman tout ce qu’il y a de plus contemporain sur le cynisme et la schizophrénie de la société postmoderne. Xavier Löwenthal a parfaitement réussi son entrée dans le monde des romanciers, délicieusement dérangeant ! »

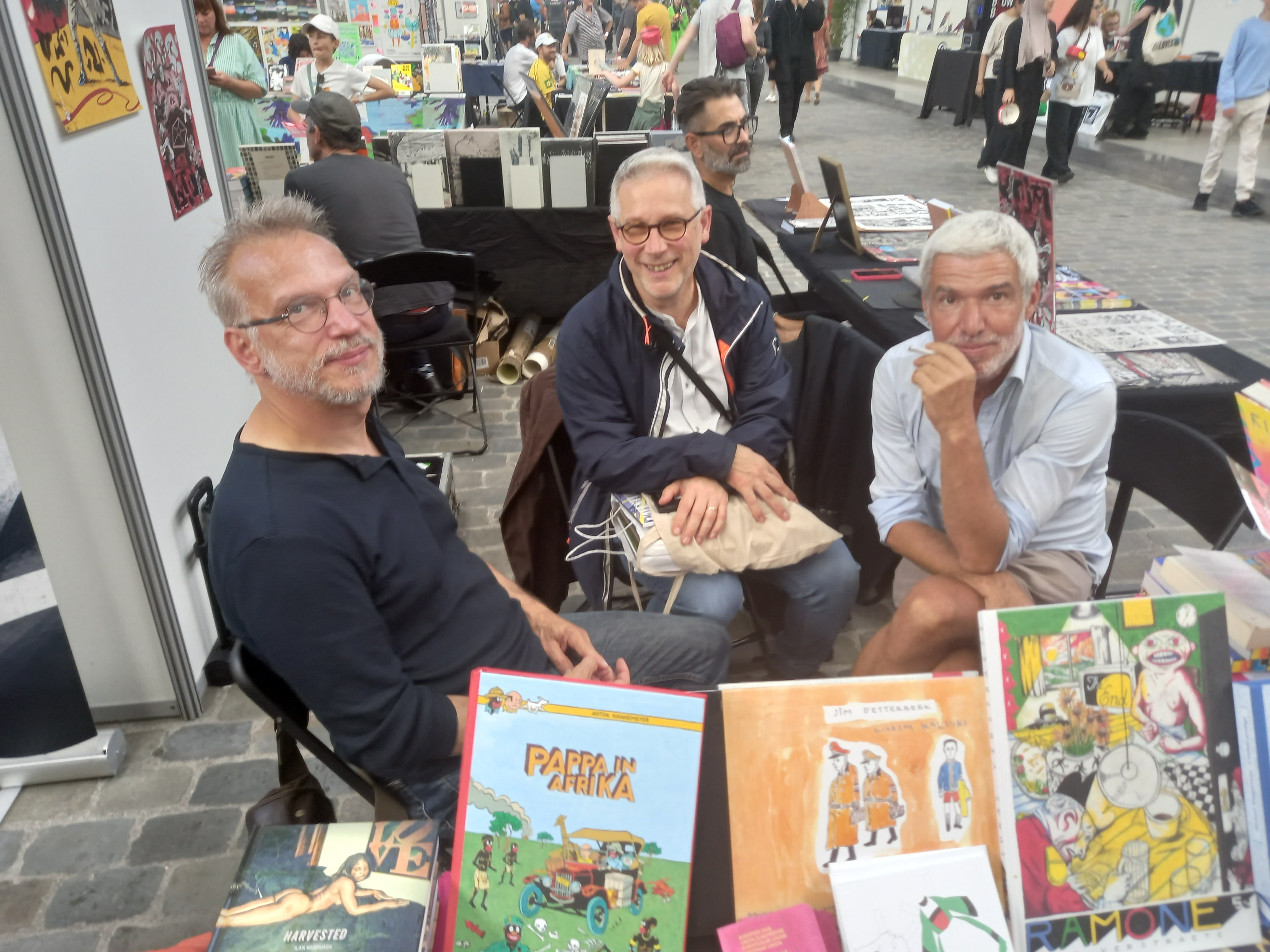
William Henne (à gauche), Didier Pasamonik (au centre), Xavier Löwenthal (à droite) au BD Comic Strip Festival, le 7 septembre 2024.

Il est, notamment avec sa sœur Anne Löwenthal, membre du collectif Manifestement depuis l'origine avec lequel il organise des manifestations annuelles. Il en est le porte-parole.
Comme traducteur, on lui doit notamment Snake'n bacon's cartoon cabaret (2008) de Michael Kupperman et de L'Art érotique (2020) d'Anton Kannemeyer et Conrad Botes publiés aux éditions La Cinquième Couche.
Il donne également des cours de danse contemporaine dans le cadre du projet PHD in one night, avec Jacques Rancière et People coming from nowhere. Comme acteur, il figure dans quelques films dans des rôles de poivrot ou de proxénète.
Parallèlement, il enseigne à l'INRACI. 

### Vie privée
Il est père de trois enfants.

## Publications

### Romans graphiques
- Cotton Schwob : based on a true story, La Cinquième Couche, Bruxelles, 1995.
- Iphigénie[20], La Cinquième Couche, Bruxelles, avril 2000
Scénario, dessin et couleurs : Xavier Löwenthal -  (ISBN 2-9600186-2-1),postface de François Schuiten.
- Lettres à Pauline : récit d'un voyageur au pays des Indiens Tawahkas[5], La Cinquième Couche, Bruxelles, mars 2003
Scénario, dessin et couleurs : Xavier Löwenthal -  (ISBN 2-930356-01-4)
- La Jérusalem céleste, les aventures de Wim Delvoye avec François Olislaeger, La Cinquième Couche, Bruxelles, 2010   (ISBN 2-930356-77-4).

### Sous la signature de Judith Forest
- 1h25, avec William Henne et Thomas Boivin, sous le pseudonyme de Judith Forest, La Cinquième Couche, Bruxelles, 2009.
- Momon[21], avec William Henne et Thomas Boivin, sous le pseudonyme de Judith Forest, La Cinquième Couche, Bruxelles, 2011.

### Avec le collectif Manifestement
- Manifeste du dégagisme, Maelström, Bruxelles, 2011  (ISBN 9782875050878).
- Dégagisme du Manifeste, Maelström, Bruxelles, 2017  (ISBN 9782875052612).
- Chronique du rattachement de la Belgique au Congo[22], Maelström, Bruxelles, 2017  (ISBN 978-2-87505-262-9).
- Démocratie, une anthologie, La Cinquième Couche, Bruxelles, 2024  (ISBN 978-2-39008-100-5).

### Ouvrages
- Notes pour la critique, préface à L'Étang et les spasmes dans la bande dessinée de Pierre Yves Lador, Castagniééé, Vevey, 2006.
- Pour un art après l'art après Auschwitz[8], pamphlet, Maelström, Bruxelles, 2009  (ISBN 9782875050014).
- Metakatz, La Cinquième Couche, Bruxelles, 2013, 207 p.  (ISBN 978-2-930356-90-7).
- Nathan, roman pornographique et misogyne pour jeune fille[23], Vevey, Hélice-Hélas, coll. « Mycélium mi-raisin », 2019  (ISBN 978-2-940522-80-4).

### Collectifs
- Comix 2000, L’Association, Paris, décembre 1999
Scénario et dessin : collectif dont Xavier Löwenthal - Couleurs : noir et blanc -  (ISBN 9782844140227)
- Suisse - Belgique, Castagniééé, Vevey, mai 2008
Scénario et dessin : collectif dont Xavier Löwenthal - Couleurs : noir et blanc -  (ISBN 978-2-940346-28-8)
- Vivre ?[24], Centre de prévention du suicide, 2010
Scénario : collectif - Dessin : collectif dont Xavier Löwenthal - Couleurs : quadrichromieAlbum né de l'initiative du Centre de Prévention du Suicide à l'occasion de ses 40 ans. Dépôt légal : D/2010/12.301/1. Participation : J'avais oublié.
- Judex, La Cinquième Couche, Bruxelles, mars 2008
Scénario : collectif dont Xavier Löwenthal - Dessin : L.L. de Mars - Couleurs : noir et blanc -  (ISBN 978-2-390-08002-2)

### Illustrations
- Portraits crachés[25], Jean-Pierre Verheggen (textes), Éditions du Somnambule équivoque, coll. « Dérapages », Liège, 2005, 89 pages : illustrations,  (ISBN 9782930377070)
- Les Magasiniers du Ciel[26], de Rodolphe Petit, ill. de Xavier Löwenthal, Castagniééé, Vevey, 2007  (ISBN 9782940346158).

### Catalogues d'exposition
- (fr + en + pt) Jan Baetens (trad. Susan R. Rose, Jorge Fallorca, ill. Denis Deprez, Olivier Deprez, Jan Lens, Jean-Christophe Long, Xavier Löwenthal, Merkeke, Bertrand Panier), Self-service, Bruxelles ; Lisbonne, Fréon ; Casa Fernando Pessoa, 2001, n.p., ill. ; 33 cm (ISBN 2-930204-36-2, présentation en ligne)Catalogue d'exposition = exhibition = exposiçao : Lisboa, Casa Fernando Pessoa, juin-septembre 2001[27].
- Le Coup de grâce[28], La Cinquième Couche, coll. « F », Bruxelles, 2006  (ISBN 9782930356297),Catalogue de l'exposition dans le cadre de la 16e édition de la Quinzaine de la bande dessinée à Bruxelles qui réunissait des auteurs de bande dessinée, des théoriciens, des écrivains et artistes contemporains.
- Bruxelles stories, Zanpano, coll. « Zanpano éditions luxe », Paris, 2009
Scénario : Patrick van Roy - Dessin : collectif dont Xavier Löwenthal - Couleurs : quadrichromie -  (ISBN 978-2-915757-18-7),Catalogue de l'exposition à la Galerie Petits Papiers à Bruxelles. Tirage à 600 exemplaires.

## Expositions

### Expositions individuelles
- Tawahkas[5], libraire Tropismes 2, galerie du Roi, Bruxelles du 4 au 30 avril 2003.

### Expositions collectives
- Louisiana Manifest[29] une collaboration avec les Ateliers Jean Nouvel, Louisiana Museum, Humlebæk, du 6 juin au 18 septembre 2005.
- Articulations[30], Dexia Art Center, Bruxelles, 2006.
- Arbres en Plastique, Villa Bernasconi, Genève, 2006
- BD Reporters[31], centre Pompidou du 20 décembre 2006 au 23 avril 2007.
- 2nd Helsinki Design Biennale, Helsinki, 2008
- Archi & BD, La Cité de l’Architecture, Paris, 2010
- International Graphic Arts Exhibition, Lisbonne, 2010
- Génération Spontanée, Espace Franquin, Angoulême, 2011
- Génération Spontanée, Musée de la bande dessinée, Bruxelles, 2011
- Apostilles, Sismics Comics Festival, Sierre, 2011
- Los Mellijones, La Jicara, Oaxaca, 2011
- European Comics Festival, Jumatatea Plina, Bucarest, 2011
- Both Sides of a Wall, International Comics Festival, Stockholm 2012.

#### Livres
: document utilisé comme source pour la rédaction de cet article.
- Jacques Fiérain, « Löwenthal, Xavier », dans La BD à Bruxelles et en Brabant, Charleroi, Éd. l'Âge d'or, avril 2003, 144 p., ill. ; 31 cm (ISBN 9782960119664 et 2960119665, OCLC 470388171, présentation en ligne), p. 96.
- Le 9e Rêve no 6, Bruxelles, Institut Saint-Luc de Bruxelles, École de recherche graphique, 2006, 144 p. (présentation en ligne), p. 56. .
- Patrick Lowie, « Le portrait onirique de Xavier Löwenthal », dans Next (F9) - 111 portraits oniriques, vol. 4, Bruxelles, éditions P.A.T., coll. « Les Chroniques de Mapuetos », 2016, 186 p., ill. ; 20 cm (ISBN 978-2-930959-03-0 et 2930959037, OCLC 1400264588, lire en ligne)
- Philippe Mellot, Michel Denni, Laurent Turpin et Isabelle Morzadec, Trésors de la bande dessinée : BDM 2023-2024 - Catalogue encyclopédique et Argus, Paris, Les Arènes, novembre 2022, 23e éd., 1677 p., ill. ; 23 cm (ISBN 9791037507280, OCLC 1351462460, présentation en ligne), p. 320, 608, 639, 1463.

#### Articles
- Xavier Löwenthal (interviewé par Nicolas Anspach), « Xavier Löwenthal : "La radicalisation de la 5e couche est devenue une nécessité". », ActuaBD,‎ 5 avril 2008 (lire en ligne, consulté le 17 septembre 2024).
- Xavier Löwenthal (interviewé par Christian Missia Dio), « Interviews : Xavier Löwenthal : "La BD indépendante est un marché de niche dans lequel les éditeurs traditionnels se sont engouffrés" », ActuaBD,‎ 16 avril 2013 (lire en ligne, consulté le 18 septembre 2024).
- William Henne et Xavier Löwenthal (interviewés par Frédéric Hojlo), « Brève rencontre avec : William Henne et Xavier Löwenthal, éditeurs pour La 5e Couche », ActuaBD,‎ 21 juin 2021 (lire en ligne, consulté le 17 septembre 2024).

### Podcasts
- « Entretien avec Xavier Löwenthal, auteur de "Nathan" », émission de 31 min 16 s [], sur Radio télévision suisse, 25 mars 2020 (consulté le 16 juillet 2023).

### Vidéographie
- [vidéo] « On déballe ! Avec Xavier Löwenthal, de la Cinquième Couche », sur YouTube